# Sambische Badminton-Mannschaftsmeisterschaft
Sambische Badminton-Mannschaftsmeisterschaften werden seit 1966 ausgetragen, wobei 1966 der Wettbewerb für Klubmannschaften installiert wurde und 1968 ein Wettbewerb für Provinzteams folgte.

## Titelträger im Klubwettbewerb
| Saison    | Gemischtes Team | Herrenteam  | Damenteam   |
| --------- | --------------- | ----------- | ----------- |
| 1966      | Rokana          | -           | -           |
| 1967      | Rokana          | Rokana      | Nchanga     |
| 1968      | Rokana          | Rokana      | Rokana      |
| 1969      | Rokana          | Rokana      | Rokana      |
| seit 1970 | keine Daten     | keine Daten | keine Daten |

## Titelträger im Provinzwettbewerb
| Saison    | Sieger      |
| --------- | ----------- |
| 1968      | Copperbelt  |
| 1969      | Copperbelt  |
| seit 1970 | keine Daten |

## Liste
- Annual Handbook of the International Badminton Federation, London, 29. Auflage 1971, S. 323.